# Conflata semifurcata
Conflata semifurcata är en insektsart som först beskrevs av Melichar 1901.  Conflata semifurcata ingår i släktet Conflata och familjen Flatidae.
Artens utbredningsområde är Kamerun. Inga underarter finns listade i Catalogue of Life.